# Priperia
Priperia là một chi nhện trong họ Linyphiidae.